# Letis albidentina
Letis albidentina là một loài bướm đêm trong họ Erebidae.